# Stefano Canuti
Stefano Canuti (* 1961 in Parma) ist ein italienischer Fagottist und Musikpädagoge.
Canuti lernte zunächst klassische Gitarre und wechselte siebzehnjährig zum Fagott. Sein Lehrer war Ovidio Danzi. Er wurde zunächst Erster Fagottist des Orchestra del Maggio Musicale Fiorentino und wechselte dann zum RAI-Orchester in Turin. Er trat als Solist und Kammermusiker in vielen Städten Europas, in Nord- und Südamerika und in China auf und spielte ein Dutzend Soloalben ein. Zum 25. Jahrestag der International Double Reed Society spielte er mit Sergio Azzolini François René Gebauers Sechs Arien aus "Der Barbier von Sevilla" von Gioacchino Rossini für zwei Fagotte ein.
In sinfonischen Werken trat er u. a. mit dem Mahler Chamber Orchestra unter Claudio Abbado und der Symphonica Toscanini unter Lorin Maazel auf. Canuti unterrichtet Fagott am Conservatorio de Música Lucio Campiani in Mantua. 2003 lud ihn José Antonio Abreu als Professor für Fagott an die Fundación del Estado para el Sistema Nacional de Orquestas Juveniles e Infantiles de Venezuela ein. Seit 2006 ist er Professor am Royal Northern College of Music
in Manchester.